# 大塚宗春
大塚 宗春（おおつか むねはる、1943年（昭和18年）2月9日 - ）は、日本の会計学者、早稲田大学名誉教授、元会計検査院長。

## 略歴

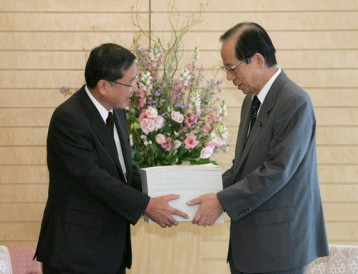
2007年11月9日、総理大臣官邸にて内閣総理大臣福田康夫（右）と

東京府小石川生まれ。1965年に早稲田大学第一商学部を卒業し、早大大学院商学研究科修士課程、博士課程で学んだ後、助手、専任講師(1973年)、助教授（1975年）を経て1980年より早稲田大学商学部教授。その後、商学部長（1998～2000年）などを歴任。学部時代は新井清光、大学院では青木茂男といった会計学の大家に師事しており、「師に恵まれた」と本人の退官の記念講演で述べている。
1995年から1997年には公認会計士試験第2次試験委員を務める。1999年～2002年に放送大学客員教授と国民生活金融公庫総合研究所長を兼職。2002年から会計検査院検査官となり、一時教授を退く。2006年1月27日、会計検査院長に就任。2008年2月8日に会計検査院を定年退官、早稲田大学商学学術院教授に就任し、早大に復帰。同年に文部科学省学校法人運営調査委員会委員、内閣府行政支出総点検会議座長代理にも就任している。2010年早稲田大学常任理事に就任。
2013年2月に早稲田大学を退官。同年の春の叙勲にて瑞宝大綬章に叙される。